# Guillermo Justo
Guillermo Justo Sierra (Gran Canaria, Las Palmas de Gran Canaria, 10 de febrero de 1985) es un baloncestista profesional español. Tiene una altura de 1,92 metros y ocupa la posición de Escolta.

## Biografía
Se formó en las categorías inferiores del C.B Maspalomas y Gran Canaria, llegando a estar en la dinámica ACB del equipo isleño. Guillermo ha ido sumando experiencia en diversos conjuntos de la Adecco Oro y Adecco Plata. En la temporada 2014/15 conquistó la Copa Principe de Asturias 2015 teniendo un gran actuación.

## Trayectoria deportiva
04/05	EBA	C.B.GRAN CANARIA CLARET S.A.D. [FADESA GRAN CANARIA]	
05/06	LEB ORO CLUB TENERIFE RURAL [CLUB TENERIFE RURAL]	
06/07	EBA	C.B. ARIDANE [CLUB BALONCESTO ARIDANE]	
07/08	LEB PLATA	A.D. MERIDA [A.B. MÉRIDA]	
08/09	LEB PLATA	CLUB DE BÀSQUET JOVENT D´ALAIOR [ALAIOR MENORCARENTALS.COM COINGA]	
09/10	LEB PLATA	CLUB DE BÀSQUET JOVENT D´ALAIOR [ALAIOR MENORCARENTALS.COM COINGA]	
10/11	LEB PLATA	CLUB D. OBILA CLUB DE BASKET [FONTEDOSO CARREFOUR EL BULEVAR DE AVILA]	
11/12	LEB ORO	CLUB BÀSQUET MALLORQUÍ [LOGITRAVEL MALLORCA BASQUET]	
12/13	LEB PLATA	IRAURGI SASKI BALOIA [AZPEITIA AZKOITIA ISB]	
13/14	LEB PLATA	CLUB D. OBILA CLUB DE BASKET [GRUPO EULEN CARREFOUR ´EL BULEVAR´ DE AVILA]	
14/15	LEB ORO	CLUB DEPORTIVO MARISTAS [QUESOS CERRATO PALENCIA]	
15/16	LEB ORO	BASKET NAVARRA CLUB [PLANASA NAVARRA]